# Våre (Karmøy)
Våre este o localitate din comuna Karmøy, provincia Rogaland, Norvegia, cu o suprafață de 1,22 km² și o populație de 262 locuitori (2013).